# Oenanthe pileata
Oenanthe pileata là một loài chim trong họ Muscicapidae.